# Shame (Robbie Williams-dal)
A Shame című kislemez Robbie Williams brit popénekes kislemeze, amelyet Williams a Take That tagjával, Gary Barlow-val írt közösen. A kislemez 2010. október 4-én jelent meg az Egyesült Királyságban. A dal az Egyesült Királyságban 2010. október 11-én megjelent válogatásalbum, az In and Out of Consciousness: The Greatest Hits 1990–2010 vezető dala. Ez az első alkalom, hogy Williams és Barlow közösen énekel együtt, amióta Robbie Williams 1995-ben kivált a Take That-ből.

## Háttér
Gary Barlow és Williams közös munkája 2010 februárjában, Los Angelesben kezdődött. A dalt Barlow egy óra alatt írta meg egy üres stúdióban. A közös produkció mindkettőjüknek segített abban, hogy a köztük lévő közel 15 éves ellentétnek vége legyen. Megjelenésének első napján példa nélkül álló volt, hogy a rádióban 694-szer, a televízióban pedig 153-szor játszották le a dalt.
"Nagyon ideges voltam, mert mind a négyen ott voltak. Közel voltam ahhoz, hogy lefújjam az egészet, mert fájt a torkom aznap este és be kellett vennem egy fájdalomcsillapítót" – magyarázta. "Elég kövér is voltam, azt gondoltam, nem mehetek ki a színpadra motyogni, úgy néztem ki, mint Elvis. Valami ronda dolgot kellene mondanom Gaz-re. Mit csinálok, ha bemegyek, lehet, hogy rejteget valamit? Szóval, az asszony belökött az ajtón. Nagyon izgatott és nagyon felszabadult voltam".
Williams hozzátette, hogy egy normális hangvételű megbeszélése volt Barlow-val a következő éjszaka. "Az elmúlt 15 évet azzal töltöttem, hogy azon gondolkodtam, mit fogok neki mondani. Volt ez a nagy beszélgetésünk és a legcsodálatosabb dolog, ami a végén történt, mind a ketten azt mondtuk a másiknak, hogy „sajnálom” és mindketten így is értettük. Csak ennyi kellett. Ez olyan sokat levett a vállamról, mintha ott se lett volna ez a súly. Ez volt ennek a csodálatos 18 hónapnak a kezdete, amit az óta éltünk át, dalokat írtunk közösen, megismertük egymást. "Nagyon jó dolog, hogy képesek voltunk felnőni, meghallani a másikat és bocsánatot kérni, mert sok ember nem tudja ezt megtenni."

## Videóklip
A dal videóklipjét Kaliforniában, Chatsworth-ben vették fel a Cowboy Palace Saloonban 2010 júniusában, mivel a klip western témájú.
A vidoeklip a nagy kasszasikert elérő Brokeback Mountain – Túl a barátságon című film paródiája. Robbie Williams és Gary Barlow is szerepel a klipben.
A dal és a videóklip 2010. augusztus 26-án jelent meg.

## Dallista
| Dal                               | Szerző                                       | Producer                     | Hossz |
| --------------------------------- | -------------------------------------------- | ---------------------------- | ----- |
| Shame (közreműködik: Gary Barlow) | Gary Barlow Robbie Williams                  | Trevor Horn                  | 3:59  |
| The Queen                         | Danny Spencer Kelvin Andrews Robbie Williams | Danny Spencer Kelvin Andrews | 3:25  |

## Fogadtatás
A kislemez pozitív kritikákat kapott a médiától: A BBC Newsround internetes portál szerint "a Shame egy sokatmondó dal, amely egyben szemtelenül humoros is és amely jókedvre derít". Tim Jonze, a The Guardian című lap újságírója is pozitívan írt a számról: "a Shame egy country-ballada, amely egy páros története (Barlow-é és Williams-é), aki megpróbálja kijavítani megtépázott kapcsolatát, azóta, hogy Robbie kiszállt a Take That-ből 1995-ben."
A dal kiváló vezető dala Robbie Williams második válogatásalbumának, az In and Out of Consciousness: The Greatest Hits 1990–2010-nek, elhallgattat mindenkit, aki kételkedett abban, hogy jó ötlet újra csatlakozni az új Take That-hez. A Shame egy ragyogó ballada, Barlow klasszikus soraival és Williams csodálatos vokáljával. Valójában ez a legjobb nem-Take That dal, amelyet Gary Barlow az Open Road című debütáló szólólemeze óta készített. Továbbá ez a legjobb dal (a Bodies mellett) azóta, hogy Williams 2003-ban előadta a Come Undone-t.
A Shame három dolgot foglal magába tökéletesen: első ránézésre egy Robbie Williams-kislemez, egy Barlow által írt klasszikus dal (Barlow öt Ivor Novello-díjat nyert), valamint egy modern hangzású Take That-dal. Nem emelkedik ki a Greatest Day, a Rule the World vagy a Patience című Take That-dalok közül. Ez a három dal az elmúlt 20 éve legjobb pop dala, de a Shame legalább olyan jó, mint más új Take That-kislemez. Igen, még a Shine-t is utoléri.
Egy másik kritika szerint: "a dal kiváló vezető dala Robbie Williams második válogatásalbumának" és amelynek "játékos szövege és pazar melódiája van, egy kiváló dal azoknak, akik Robbie, Gary és a Take That dalain nőttek fel és már maguk is felnőttek. 2010 pop dalainak egyike."

## Promóció
Barlow és Williams először Twickenhamben a Help for Heroes című koncerten énekelte el a dalt élőben 2010. szeptember 12-én. Kettőjük nyilatkozatában megjelent: "Nagyszerű, hogy az az emberek ennyire szeretik a Shame című dalt, alig várjuk, hogy élőben előadjuk a Help for Heroes című koncerten... Reméljük, hogy mindenki támogatni fogja a Help for Heroest amennyire csak lehetséges - ez egy remek jótékonysági akció és örülünk, hogy részesei lehetünk.
A duo fellépett a Strictly Come Dancing című show-ban október 2-án és a Paul O'Grady Show-ban is október 8-án.

## Megjelenések
A kislemez premierje a BBC rádióban, Chris Moyles Radio 1 című műsorában volt 2010. augusztus 26-án, amelyben Williams is és Barlow is szerepelt, hogy a kislemezről nyilatkozzon.
| Ország             | Megjelenés dátuma   | Formátum                        | Kiadó               |
| ------------------ | ------------------- | ------------------------------- | ------------------- |
| Egyesült Királyság | 2010. augusztus 26. | Airplay                         | Virgin Records, EMI |
| Egyesült Királyság | 2010. október 4.    | kislemez CD, digitális letöltés | Virgin Records, EMI |
| Világszerte        | 2010. augusztus 27. | digitális letöltés              | EMI                 |

## Helyezések
| Slágerlista (2010)                                        | Legmagasabb helyezés |
| --------------------------------------------------------- | -------------------- |
| Egyesült Királyság rádiós játszási lista                  | 1                    |
| Egyesült Királyság hivatalos kislemez lista               | 2                    |
| Magyarország MAHASZ Rádiós Top 40 játszási lista          | 2                    |
| Skócia hivatalos kislemez listája                         | 2                    |
| Hollandia Mega Single Top 100 lista                       | 4                    |
| Németország digitális letöltés slágerlista                | 7                    |
| Olaszország FIMI kislemez lista                           | 7                    |
| Dánia kislemez lista                                      | 9                    |
| Magyarország MAHASZ Editor's Choice Rádiós játszási lista | 18                   |
| Svájc kislemez lista                                      | 19                   |
| Ausztria Ö3 Top 75 lista                                  | 20                   |
| Belgium (vallon) kislemez lista                           | 20                   |
| Belgium (flamand) kislemez lista                          | 21                   |
| Spanyolország kislemez lista                              | 28                   |
| Svédország kislemez lista                                 | 31                   |
| Ausztrália kislemez lista                                 | 62                   |
| Szlovákia IFPI lista                                      | 65                   |
| Európa Hot 100 kislemez lista                             | 83                   |

## Videóklip
Robbie Williams és Gary Barlow mindketten szerepelnek a videóklipben.
A videóklip Barlow és Williams kapcsolatára fókuszál, Williams érzéseire abból az időszakból, amikor még a Take That tagja volt és a későbbi időszakból, ahogy 1995 után érezte magát, amikor kilépett az együttesből.

## Külső források
- A dal videóklipje és diszkográfiája Williams hivatalos honlapján
- A dal szövege angolul